# François Verheggen
 (juillet 2025).
Il peut être nécessaire de l'améliorer pour respecter le principe de neutralité de point de vue. Veuillez consulter la page de discussion pour plus de détails.

 (juillet 2025).
Motif : Où sont les sources secondaires, centrées et indépendantes qui montrent que cette autobiographie atteint les critères d'admissibilité ?
- Archive Wikiwix
- Bing
- Cairn
- DuckDuckGo
- E. Universalis
- Gallica
- Google
- G. Books
- G. News
- G. Scholar
- Persée
- Qwant
- (zh) Baidu
- (ru) Yandex
- (wd) trouver des œuvres sur Wikidata

| 1. | Préciser le motif de la pose du bandeau. | Précisez le motif de la pose du bandeau en utilisant la syntaxe suivante : {{admissibilité à vérifier\|date=août 2025\|motif=remplacez ce texte par le motif}}                          |
| 2. | Informer les utilisateurs concernés.     | Pensez à avertir le créateur de l'article, par exemple, en insérant le code ci-dessous sur sa page de discussion : {{subst:avertissement admissibilité à vérifier\|François Verheggen}} |

 (juillet 2025).
François Verheggen, né à Namur, est un professeur des Universités, basé à l'université de Liège. Il y enseigne le comportement animal, la zoologie et l'entomologie. Vulgarisateur scientifique, il présente le monde animal à travers une chaine YouTube, des livres, des chroniques radiophoniques, des conférences, des interventions presses et des posts sur les réseaux sociaux.

## Carrière académique
Après des études de bioingénieur à la Faculté des Sciences Agronomiques de Gembloux, il y est engagé comme assistant de recherche en 2004. Ses recherches sont supervisées par le Professeur Eric Haubruge. Il se rend en Suède puis aux États-Unis, et défend en 2008 une thèse de doctorat sur la communication chimique des pucerons, intitulée "Production of alarm pheromone in aphids and perception by ants and natural enemies".
Il est ensuite nommé successivement Premier assistant (2009), Chef de travaux (2013), puis Agrégé-Chargé de cours (2017) au sein de la faculté de Gembloux Agro-Bio Tech de l'université de Liège. Il y dirige le laboratoire d'écologie chimique et comportementale, dont les recherches sont axées sur l'identification des composés organiques volatils impliqués dans les interactions entre organismes vivants. Outre des questionnements théoriques, ses recherches ont une forte vocation appliquée, notamment dans le domaine du développement de nouvelles méthodes de lutte contre les insectes indésirables ou le dressage des chiens policiers. Il est l'auteur de 200 publications scientifiques.
Depuis 2009, il est membre du comité d'Experts spécialisés en santé végétale à l'ANSES, où il partage son expertise dans le domaine des risques associés aux d'insectes exotiques envahissants. Et depuis 2017, il siège également comme membre du Comité Scientifique de l'AFSCA.
En 2017, il est lauréat du prix Jeune Chercheur de l'Agence Universitaire de la Francophonie (AUF), ainsi que du Prix Science et Environnement décerné par la Fondation Désiré Jaumain. En 2018, il reçoit également le Prix Wetrems (Académie Royale des Sciences).

## Carrière de vulgarisateur
François Verheggen s'investit très vite pour la communication et la vulgarisation scientifique. En 2008, il réalise un court métrage intitulé Harmonia, qui présente la problématique de l'invasion de coccinelles asiatiques en Europe. Le film est présenté au Festival Nature Namur et est récompensé du prix de la première participation.
Il partage régulièrement des actualités scientifiques dans le domaine de la biologie animale sur les réseaux sociaux et donne régulièrement des conférences axées sur la vie animale, la biodiversité ou encore l'éthologie,.
En 2022, il publie un premier livre de vulgarisation scientifique intitulé Un Tanguy chez les hyènes: 30 comportements surprenants des animaux, et édité par Delachaux-Niestlé. Se basant sur les travaux récents des éthologues, il y conte 30 histoires animalières mettant en scène des animaux connus et moins connus, mais aux comportements méconnus et surprenants. En 2023, il publie chez le même éditeur La cigale et le zombie: ces comportements que l'on pensait propres à l'Homme où il questionne la spécificité de l'espèce humaine, en présentant des espèces animales aux comportements longtemps considérés comme propres à l'Homme: deuil, guerre, paresse, empathie, art, culture, altruisme etc. Les deux ouvrages sont illustrés à l'aquarelle par Stéphane Deprée.

En avril 2023, François Verheggen devient chroniqueur scientifique pour la radio publique belge La Première (RTBF). Il fait ses débuts en radio dans l'émission Déclic, animée par la journaliste Julie Morelle, où il propose une chronique animalière hebdomadaire. En août 2024, il rejoint l'émission Tendances Première, animée par les journalistes Véronique Thyberghien et Cédric Wautier, où il présente deux chroniques par mois sur le thème des animaux surprenants. 

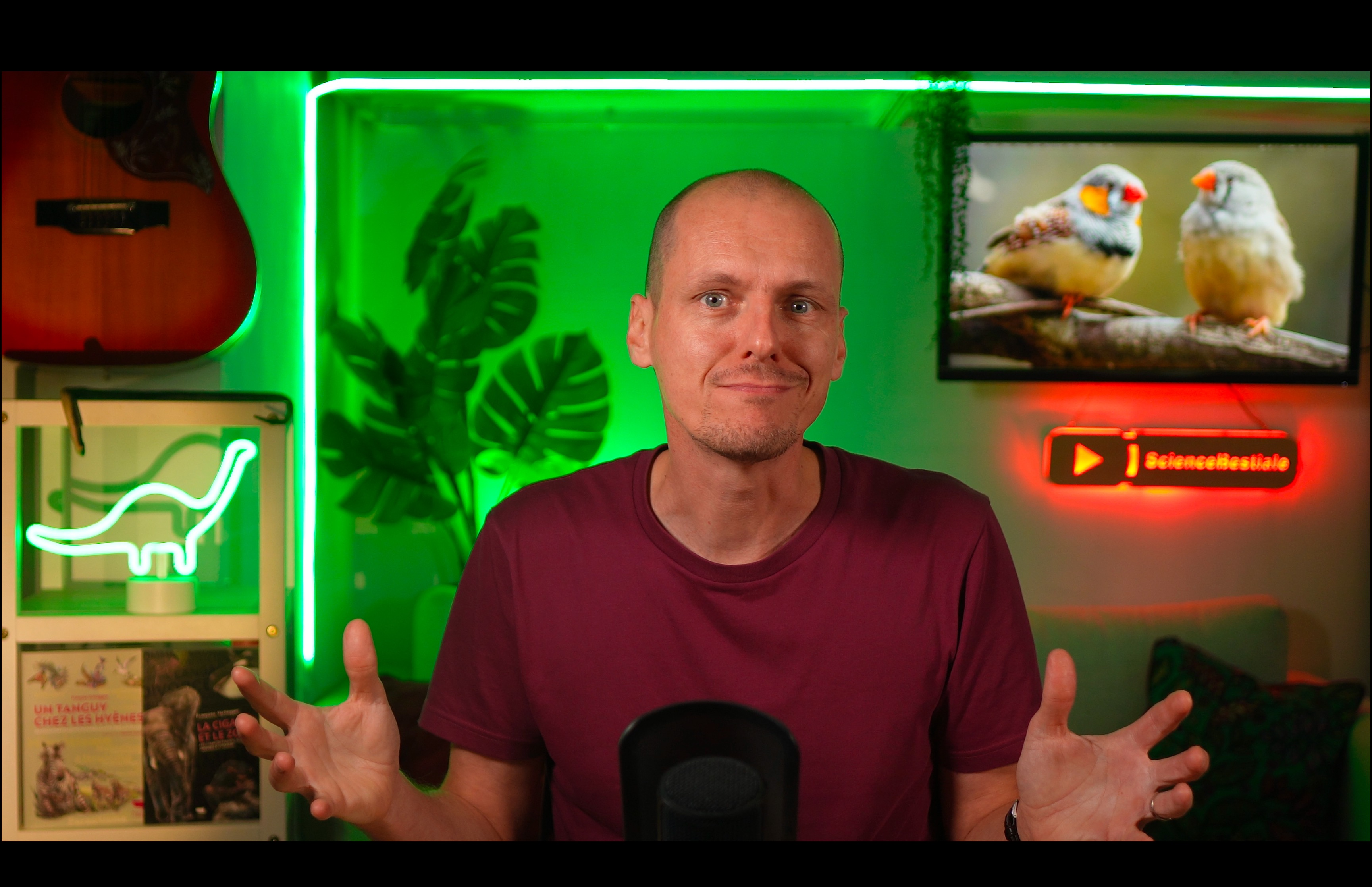
François Verheggen, dans le studio de sa chaine YouTube en 2024.

 En octobre 2023, il crée la chaine YouTube Science Bestiale, où il présente des découvertes scientifiques dans le domaine des comportements des animaux. Le slogan de la chaine est "De la Science et des animaux surprenants". Dans ses vidéos, la chaîne met en avant une ou plusieurs publications scientifiques réalisées dans le domaine de l'éthologie. La chaine met régulièrement en avant la recherche belge et traite de thématiques variées et sociétales, telles que le climat, biodiversité, entomophagie, agriculture… Certaines vidéos sont également publiées sur d'autres réseaux sociaux estampillés Science Bestiale, tels que TikTok, Instagram, Facebook et Bluesky.
En juin 2025, la chaine YouTube est lauréate du Fonds Wernaers (FNRS), un Fonds international qui soutient des actions de promotion de recherche et de diffusion des connaissances scientifiques.

## Ouvrages
- Un Tanguy chez les hyènes : 30 comportements surprenants des animaux (ill. Stéphane Deprée), Delachaux et Niestlé, 2022, 192 p.
- La cigale et le zombie : ces comportements que l'on pensait propres à l'Homme (ill. Stéphane Deprée), Delachaux et Niestlé, 2023, 144 p. (EAN 9782603030172)